# Teodor Folcke
Johan Teodor Folcke Johansson, född 9 november 1858 i Sala landsförsamling, Västmanlands län, död 21 juni 1920, var en svensk arkitekt.
Folcke var far till Nils-Magnus Folcke.

## Biografi
Folcke utexaminerades som arkitekt från Kungliga Tekniska Högskolan 1885 och erhöll av Stockholms stads byggnadsnämnd 1892 fullmakt som byggmästare och byggnadskontrollant. Han var senare arbetschef och kontrollant i Fångvårdsstyrelsen, arkitekt och kontrollant vid enskilda järnvägar samt husbyggnadskontrollant vid Statens Järnvägar 1910–1920. Han utförde bland annat flertal ritningar till stationsbyggnader, däribland hållplatsbyggnaden i Långenäs vid Göteborg–Borås Järnväg. Han ligger begravd på Norra begravningsplatsen i Stockholm.

## Bilder

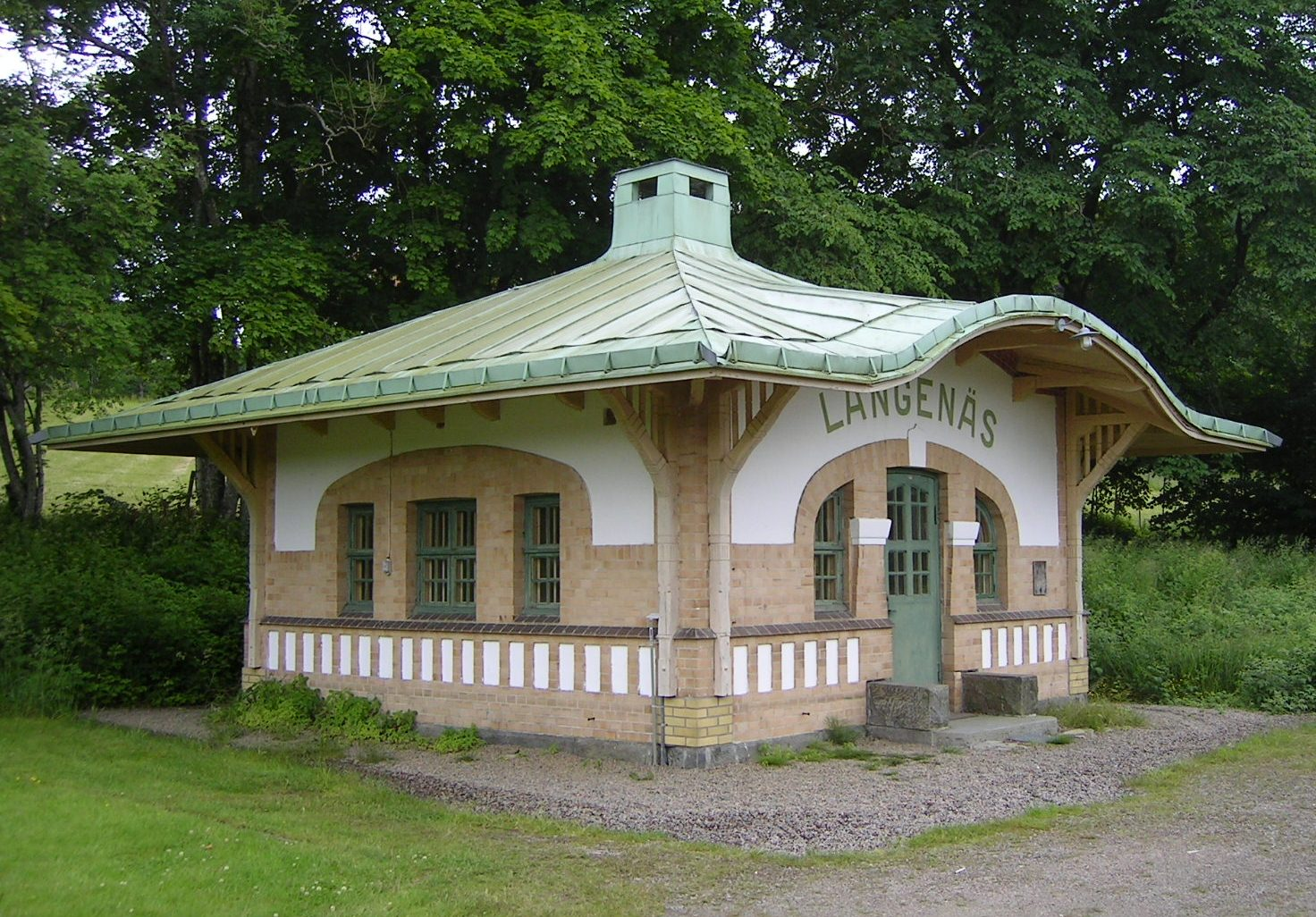
Långenäs hållplats.
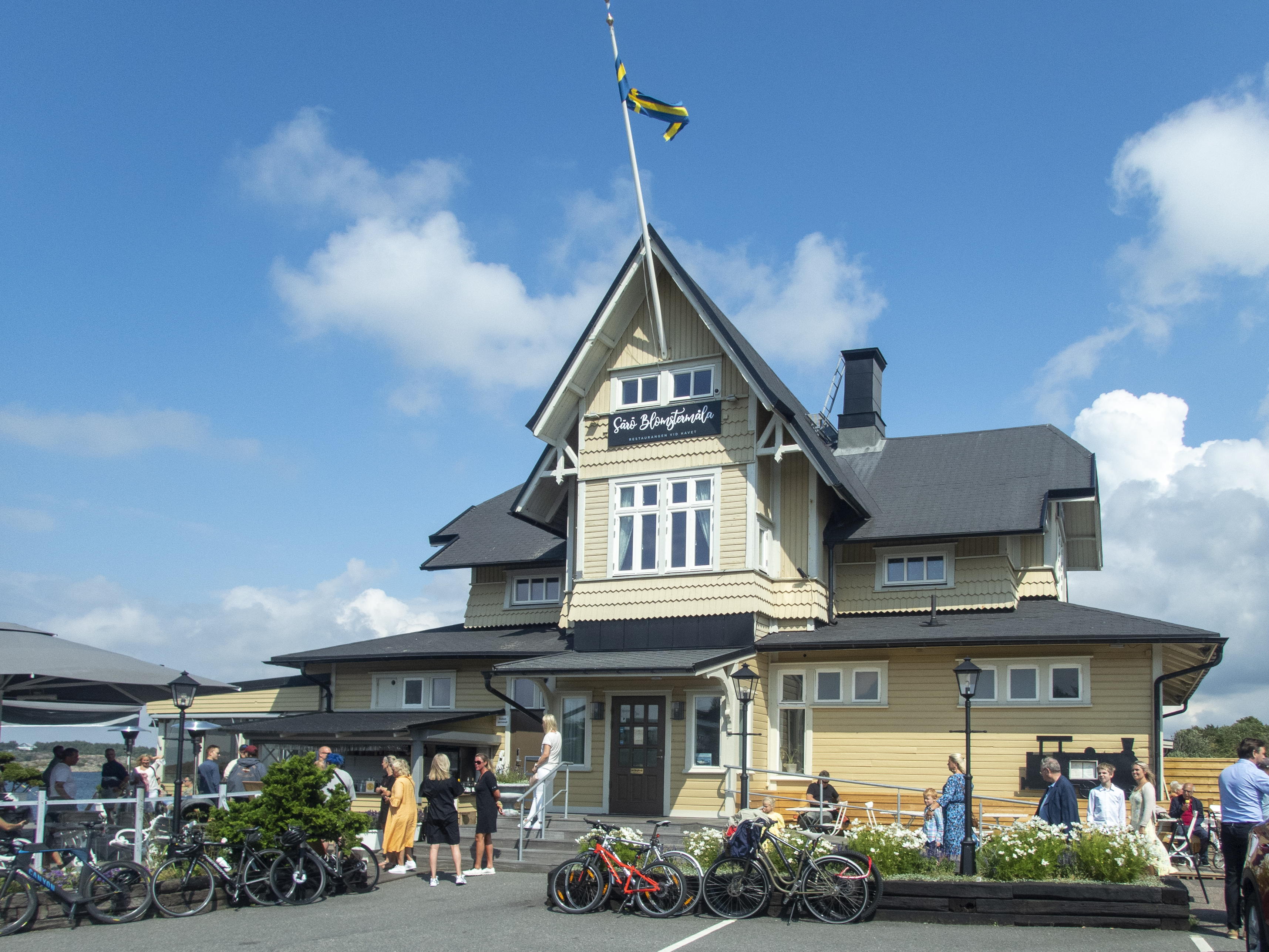
Säröbanans slutstation
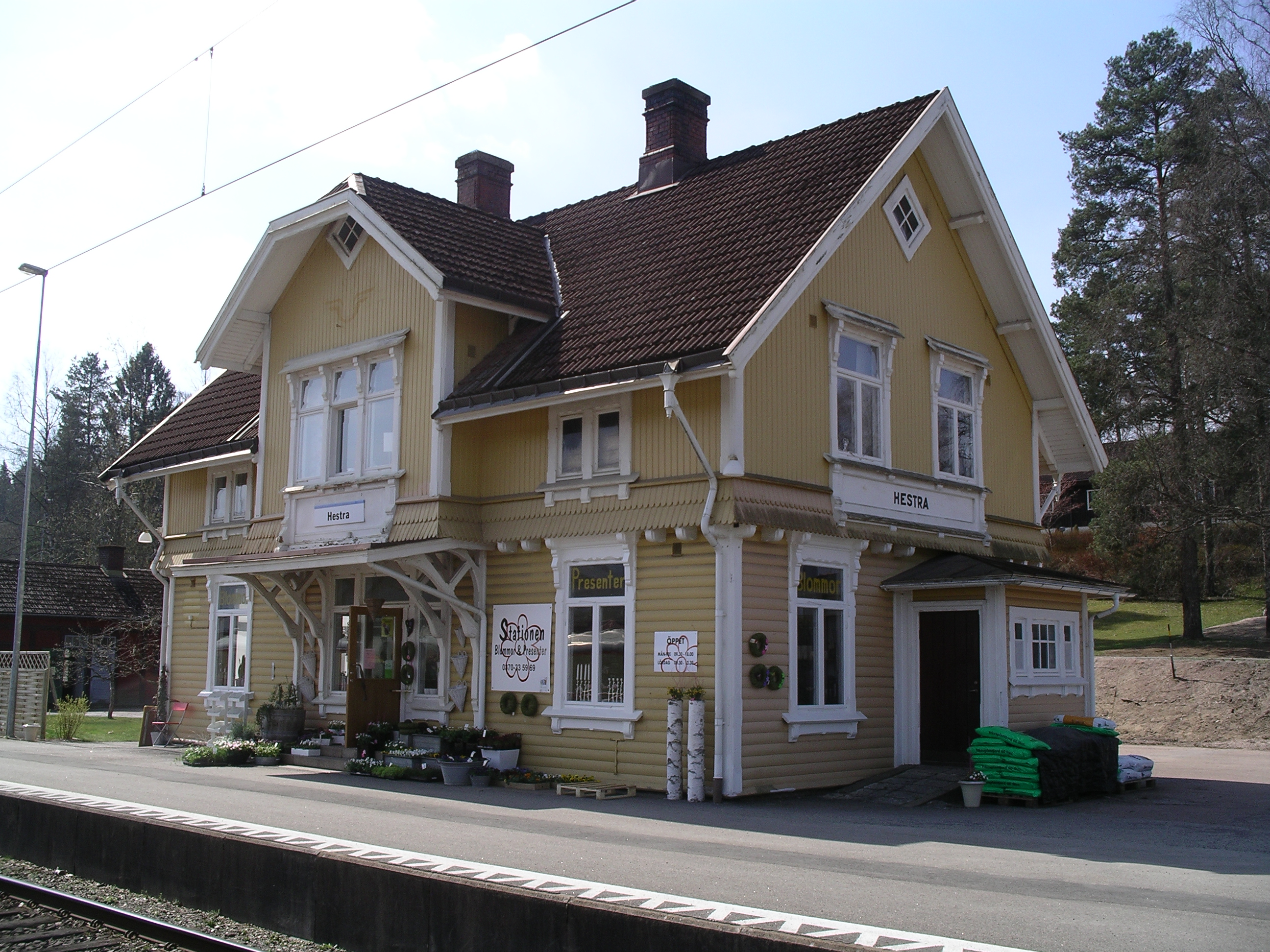
Hestra station
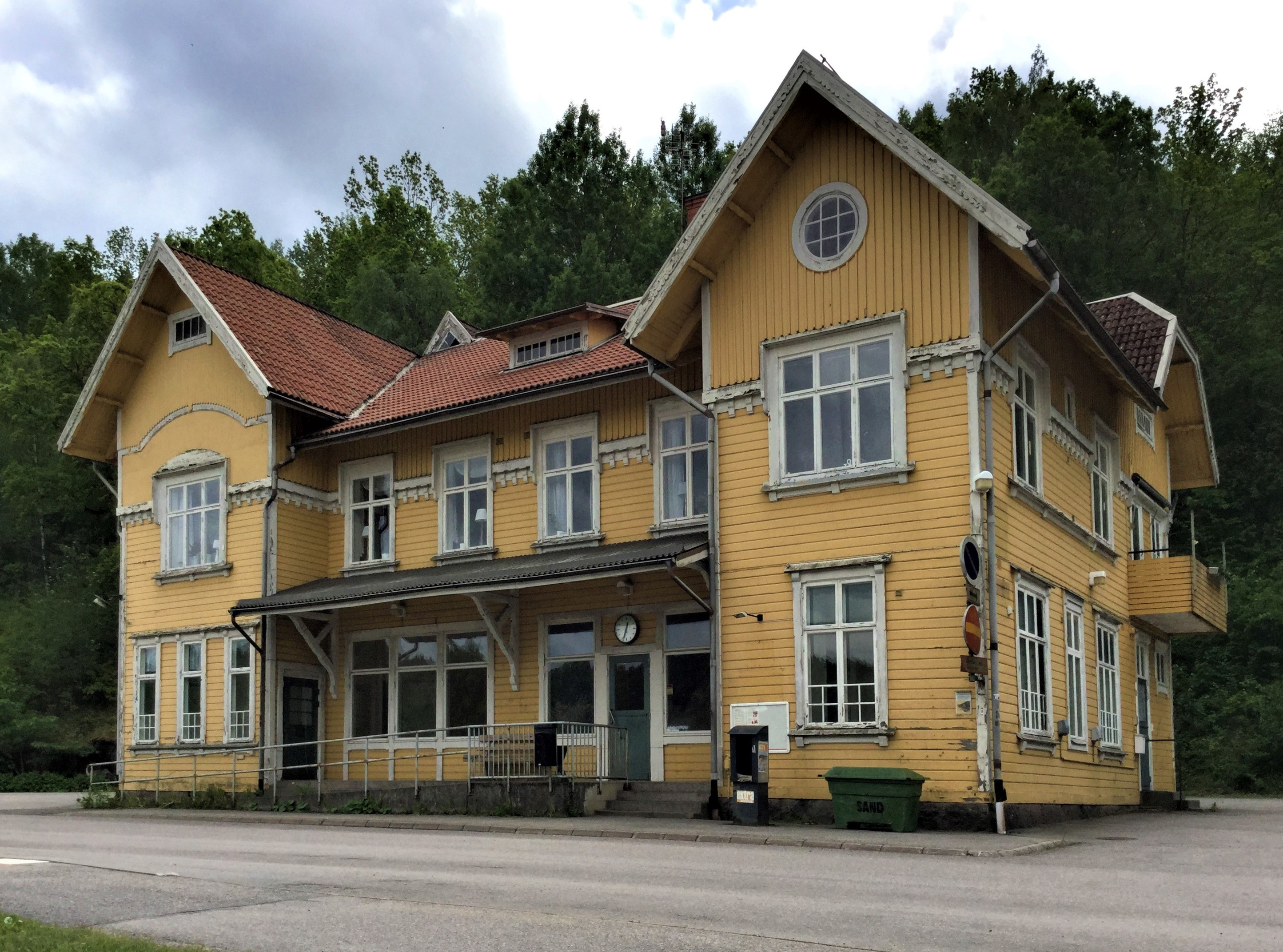
Valdemarsvik station